# Akkeçili, Senirkent
Akkeçili là một xã thuộc huyện Senirkent, tỉnh Isparta, Thổ Nhĩ Kỳ. Dân số thời điểm năm 2011 là 234 người.